# Mamitu Gashe
Mamitu Gashe est une chirurgienne éthiopienne spécialisée dans la réparation de la fistule obstétricale, et elle est nommée par la BBC dans sa liste des 100 femmes de 2018. 

## Biographie
Mamitu Gashe décide de devenir chirurgienne obstétricienne après avoir failli mourir lors de son accouchement à l'âge de 16 ans, en 1962. Souffrant d'une fistule obstétricale, Gashe est amenée à l'hôpital Princess Tsehai qui lui offre une chirurgie gratuite pour cette maladie. 
Après avoir été opérée, Gashe fabrique des lits et aide la chirurgienne australienne Catherine Hamlin et le chirurgien néo-zélandais Reginald Hamlin ; elle rejoint le Addis Ababa Fistula Hospital (en), fondé par les Hamlins en 1974. Au début, Gashe se charge de remettre à Hamlin les instruments médicaux demandés, mais après quelques années, elle  commence à suturer puis à entreprendre une intervention chirurgicale ; Hamlin la forme à la réparation des fistules, et elle est maintenant considérée comme l'un des principaux chirurgiens de la fistule de l'institution, formant souvent de nouveaux médecins diplômés,,. Le travail de Reginald et Catherine Hamlin, ainsi que celui de Mamitu Gashe, est reconnu par le Royal College of Surgeons of England (RCS) avec la remise de sa médaille d'or.
L'hôpital d'Addis-Abeba utilise souvent du personnel médical sans qualifications formelles. En 2007, le président du RCS  qualifie Gashe de «précurseur du praticien non médicalement qualifié».
Elle est nommée par la BBC dans sa liste des 100 femmes de 2018.